# Гершенфельд, Михаил Константинович
Михаил Константинович Гершенфельд (при рождении Маркус Кельманович; 9 (21) марта 1880, Одесса — 16 марта 1939, Одесса) — русский и советский живописец, график, театральный художник, критик, педагог.

## Биография
Родился 9 марта (по старому стилю) 1880 года в Одессе, в семье овидиопольского купеческого сына Кельмана Абрамовича Гершенфельда (1852—1909) и Суры (Софьи) Гершенфельд. Отцу принадлежала табачная фабрика с магазином на Троицкой улице, № 32.
В 1897 году окончил Одесское коммерческое училище. Проходил обучение живописи в Мюнхенской академии художеств, в 1908 году окончил парижскую Школу изобразительных искусств. Был членом Общества независимых художников (Société des Artistes Indépendants) и Международного союза художников и литераторов (Union Internationale des Beaux Arts et des Lettres).
С 1909 года проживал в Одессе, давал уроки живописи и рисунка. В 1910-е годы был постоянным сотрудником журналов «Аполлон» и «Маски» (Санкт-Петербург), также публиковался в одесских изданиях. 6 июля 1918 года в Одессе заключил брак с Марией Михелевной Симонович (1880—?), дочерью врача.
Был одним из основателей Общества независимых художников и его бессменным председателем с 1917 по 1920 годы. В 1920 году входил в правление Одесского литературно-артистического клуба. С 1923 года был членом правления Одесского товарищества писателей. Преподавал живопись и историю искусств во многих учебных заведениях Одессы.
С осени 1924 по март 1931 года преподавал рисунок и историю искусств в Одесской промышленной профшколе прикладных искусств (с начала 1925 года — художественно-промышленная профшкола; с сентября 1930 года — художественный техникум). С октября 1927 года — руководитель живописно-декоративной мастерской.
В 1930-е — профессор истории искусства.
Работы находятся в собрании Одесского художественного музея, в частных коллекциях, в том числе в коллекции Я. Перемена и в коллекции Фонда «Украинский авангард».

## Участие в выставках
- Участвовал в парижских салонах.
- Участвовал в Салонах В. Издебского (1909/10 и 1911).
- Принимал участие в весенней выставке 1914.
- Принимал участие в Выставках Общества независимых художников.